# Dipseudopsis colini
Dipseudopsis colini är en nattsländeart som först beskrevs av Navás 1932.  Dipseudopsis colini ingår i släktet Dipseudopsis och familjen Dipseudopsidae. Inga underarter finns listade i Catalogue of Life.